# تشارلز دانيال
تشارلز دانيال (بالفرنسية: Charles Daniel )‏ (و. 1854 – 1919 م) هو سياسي، من فرنسا، توفي عن عمر يناهز 65 عاماً.

## مناصب
تولى منصب رئيس بلدية، وعضو مجلس الشيوخ في الجمهورية الفرنسية الثالثة.